# アキチョウジ
アキチョウジ（秋丁字、学名：Isodon longitubus）は、シソ科ヤマハッカ属の多年草。別名、キリツボ。

## 特徴
茎は四角形で直立し、高さは70-100cmになり、稜には下向きの毛が生える。葉は対生し、葉身は狭卵形から細長い楕円形で、長さ7-15cm、幅2.5-5cmになり、先は鋭くとがり、縁には低い鋸歯があり、基部はくさび形に狭くなって葉柄の翼に移行する。
花期は8-10月。茎先および上部の葉腋から集散花序をだし、花柄の先に青紫色の花を多数つけ、やや一方向に偏った細長い細長い花穂をつくる。花柄は長さ1cm以下で細毛が生える。花序の下部にある苞は葉状になる。萼はやや唇形で、長さは花時で2.5-3mm、果時には6-7mmになり、上唇は3裂して裂片は三角形で先は鈍頭、下茎は2裂して上唇よりやや長く裂片は細長い。花冠は長さ17-20mmになる2唇形で、筒部がいちじるしく長く、上唇は立ち上がって浅く4裂し、下唇はボート形になって前方につき出る。雄蕊は4個あって、うち2個が長く、雌蕊1個とともに下唇の中にある。果実は4個の平滑な長さ約2mmになる分果からなり、伸びた萼に包まれる。染色体数は2n=24。

## 分布と生育環境
日本固有種。本州の岐阜県以西、四国、九州に分布し、山地の半日陰に生育する。

## 名前の由来
和名アキチョウジは、「秋丁字」の意で、秋に丁子形の花を開くのでいう。古くからある名前で、1856年（安政3年）に出版された飯沼慾斎の『草木図説』に「アキテウジ（別名、キリツボ、香茶菜）」がある。
種小名（種形容語）longitubus は「長い管の」の意味。

## 分類
同属のセキヤノアキチョウジ Isodon effusus に似る。本種は、花序の下部の苞が葉形になり、花柄は長さ1cm以下で花序の幅が狭く、花柄に細毛が生え、萼の上唇の裂片が短く鋭頭となる。一方、セキヤノアキチョウジは、花序の苞が小さく、花柄が細長く開出して長さ1-2.5cmになり花序の幅が広く、花柄は無毛、萼の上唇の裂片が披針形で鋭突頭になることで異なる。また、本種は、葉腋から出る花序は少数で、主茎の花序より小さいのに対し、セキヤノアキチョウジは、葉腋から出る花序は多数あり、主茎の花序の大きさとほぼ同じである。
また、本種の分布地は、本州の岐阜県以西、四国、九州であるのに対し、セキヤノアキチョウジの分布地は、本州の愛知県以東の中部地方および関東地方である。

## 下位分類
- シロバナノアキチョウジ Isodon longitubus (Miq.) Kudô f. albiflorus (Makino) H.Hara (1949)[11] - 飯沼慾斎の『草木図説』の「アキテウジ」の頁に白花種の記載があり、「一種白花ナルアリ。白花ナルハ葉皺襀（しわ・ひだ）アッテ花稍（やや）小ナリ。」とある[9]。別名、シロバナアキチョウジ[11]。品種名 albiflorus は「白花の」の意味[12]。

## 自然雑種
ヤマハッカ属には属内のほとんどの種間に自然雑種が報告されている。アキチョウジに関連するものを次に示す。
- ヤマアキチョウジ Isodon × arakii Murata (1959)[14] - ヤマハッカ×アキチョウジ、タイプ標本の採集地は岐阜県益田郡金山町（現下呂市）[14][15]。
- クロバナアキチョウジ Isodon × kurobana-akichoji Murata (1993)[16] - アキチョウジ×クロバナヒキオコシ[16]、タイプ標本の採集地は滋賀県東浅井郡浅井町（現長浜市）、花冠は長さ8-10mm、暗紫色をおびる[17]。
- タカクマアキチョウジ Isodon × takakuma-akichoji Murata (1993)[18] - アキチョウジ×タカクマヒキオコシ、タイプ標本の採集地は和歌山県東牟婁郡大雲取山ほか、花冠は長さ12-15mmと大きく、青紫色になる[17]。

## ギャラリー

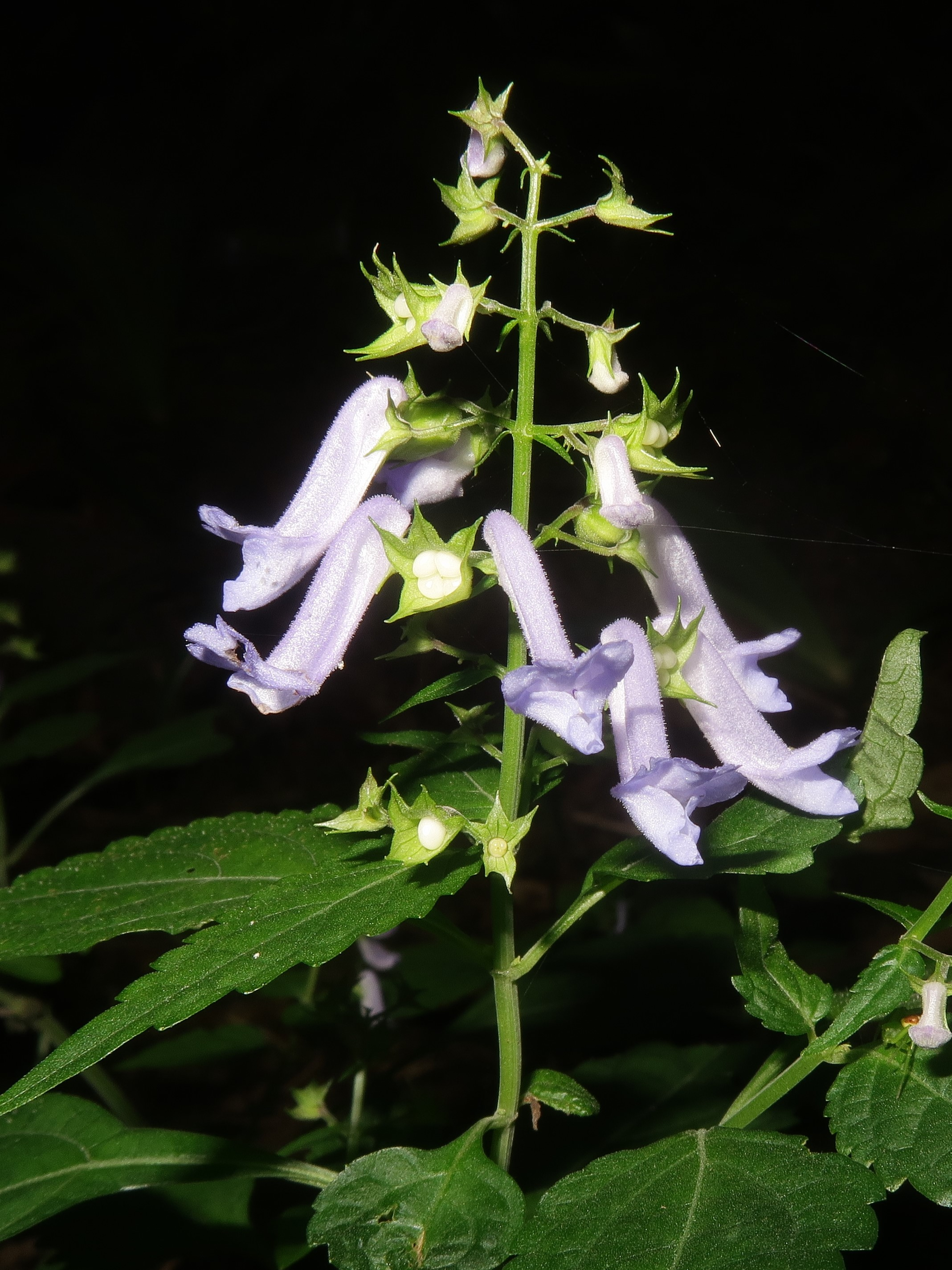
花冠は唇形で、筒部がいちじるしく長く、上唇は立ち上がって浅く4裂し、下唇はボート形になって前方につき出る。果実は4個の平滑な分果からなり、伸びた萼に包まれる。
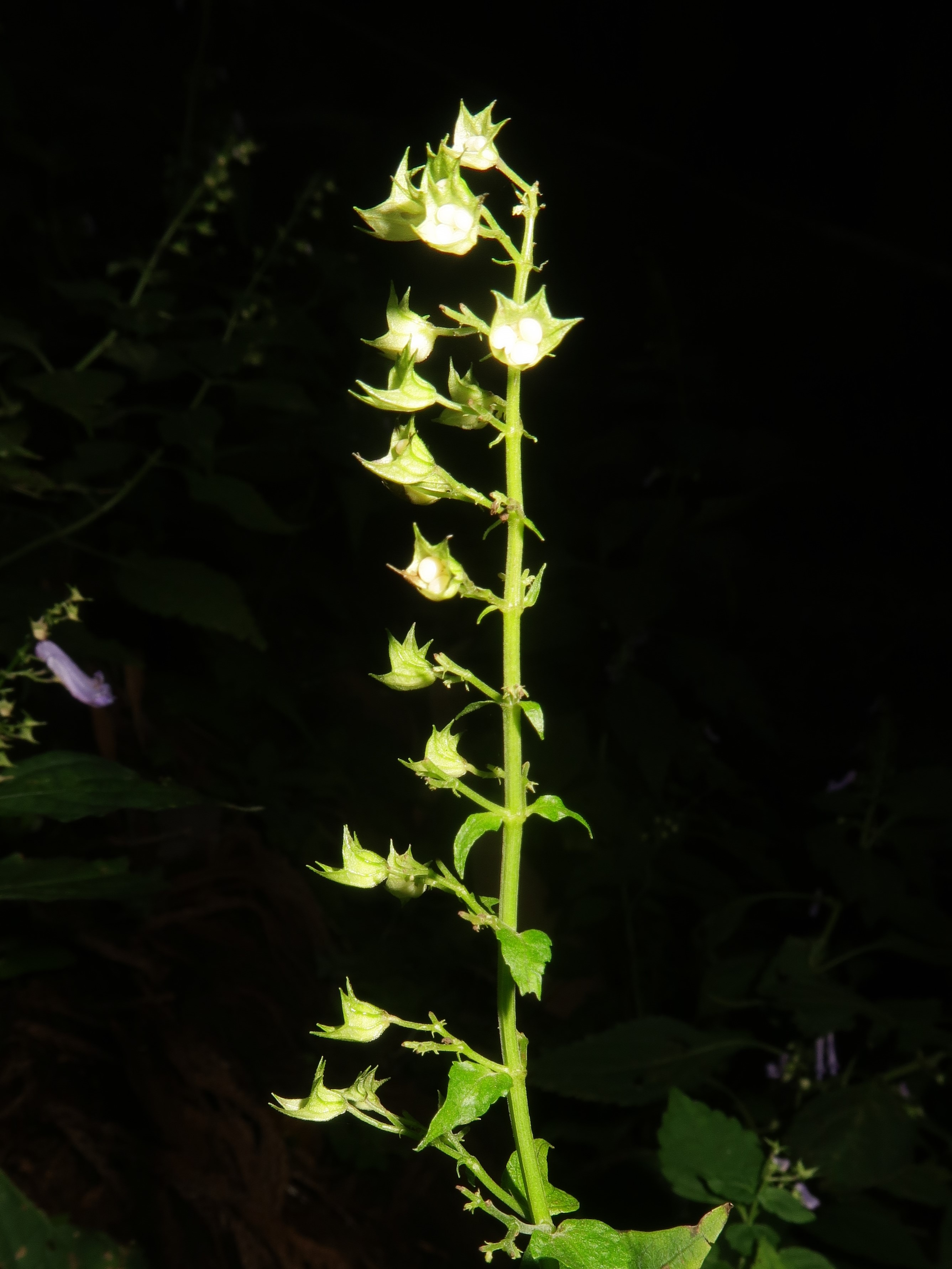
花柄は長さ1cm以下で細毛が生える。花序の下部にある苞は葉状になる。
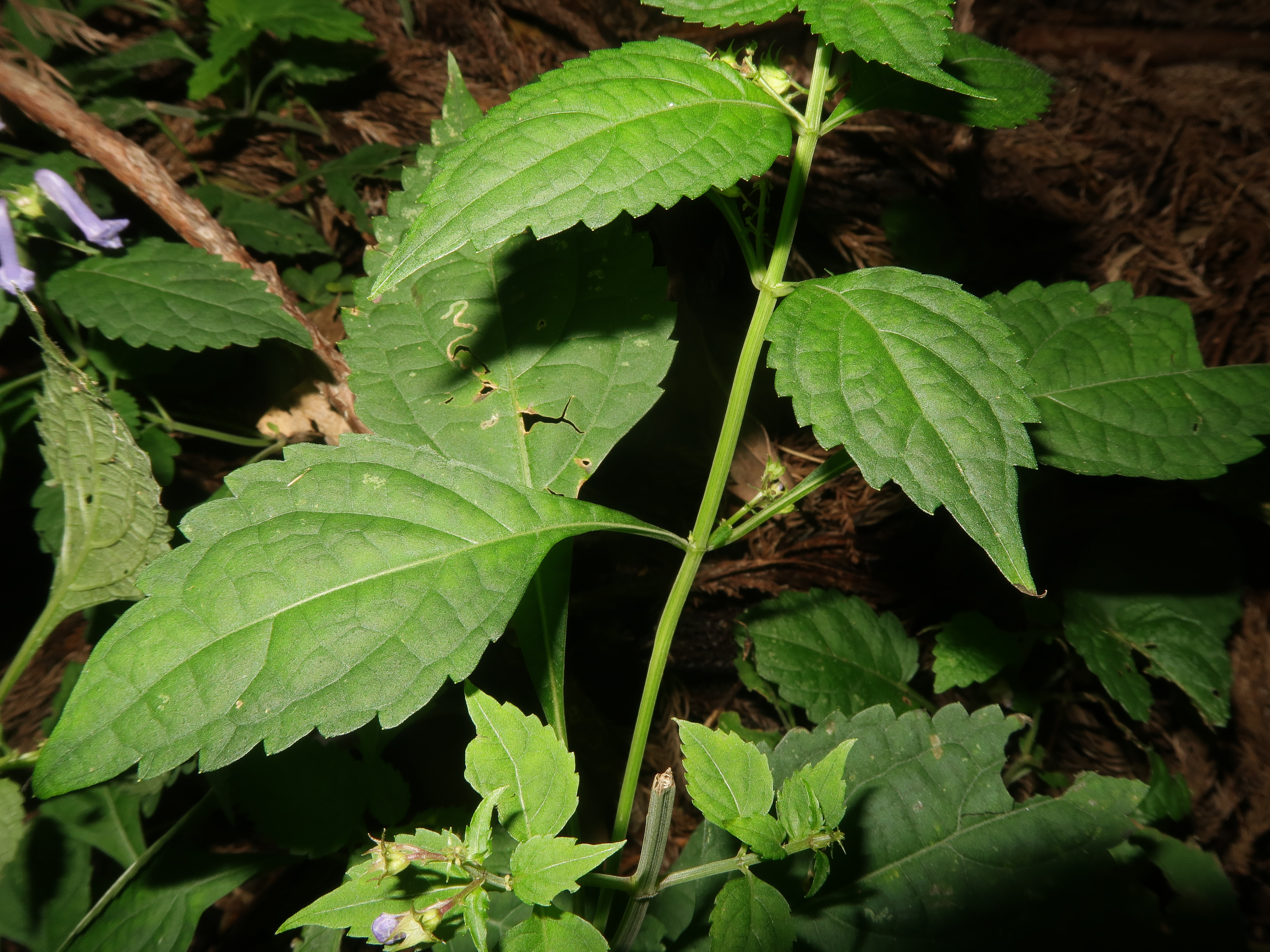
葉は対生し、葉身は狭卵形で、先は鋭くとがり、縁には低い鋸歯があり、基部はくさび形に狭くなって葉柄の翼に移行する。
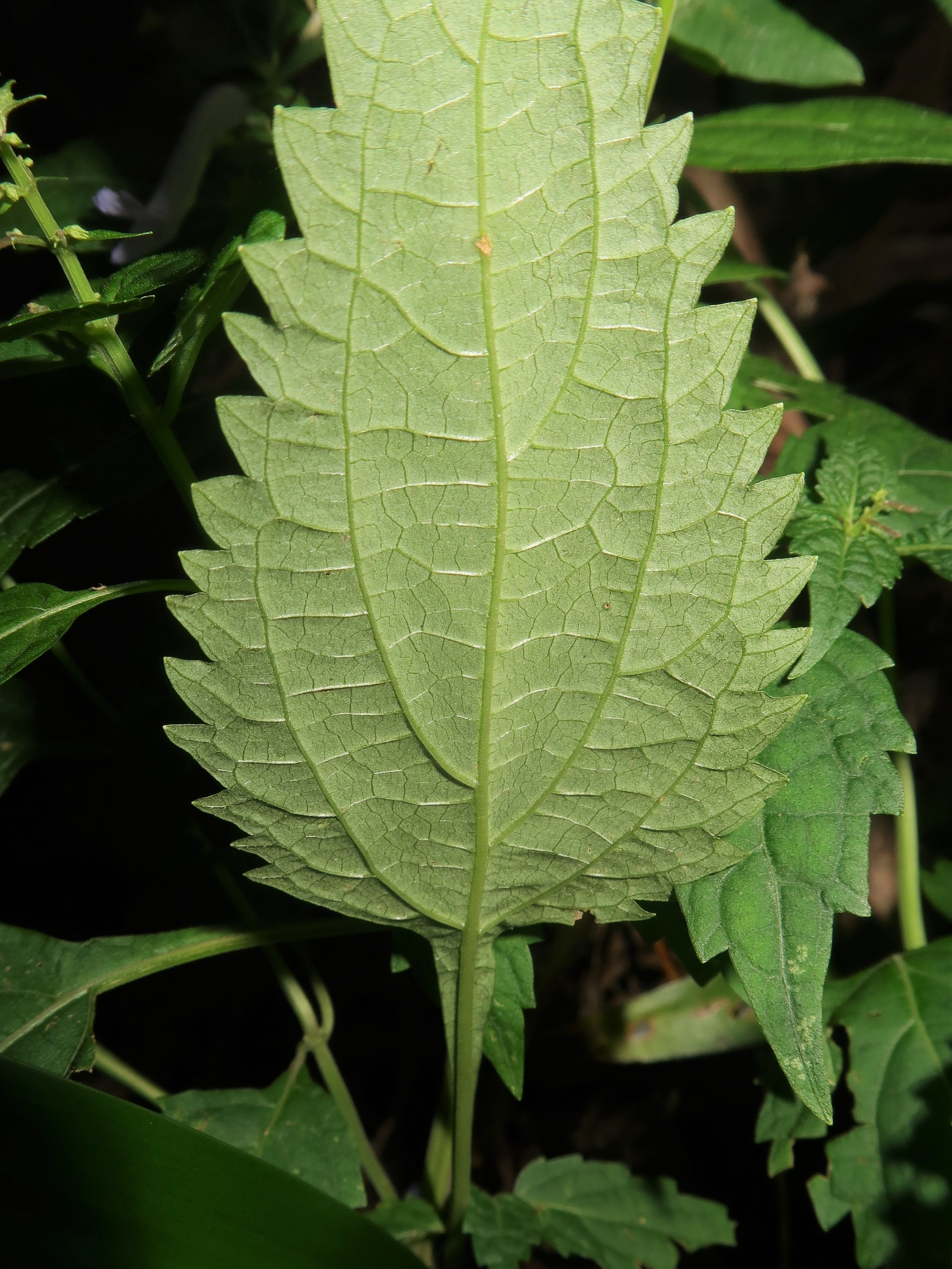
葉の裏面。